# Anne Marie Armstrong
Anne Marie Armstrong (Norcross, 24 gennaio 1991) è un'ex cestista statunitense, professionista nella WNBA.

## Carriera
È stata selezionata dalle Atlanta Dream al terzo giro del Draft WNBA 2013 (31ª scelta assoluta).